# Talavera (distrito)
O Talavera é um dos distritos que formam a Província de Andahuaylas, situada no Apurímac, pertencente à Região Apurímac, Peru.

## Transporte
O distrito de Talavera é servido pela seguinte rodovia:
- PE-3S, que liga o distrito de La Oroya à Ponte Desaguadero (Fronteira Bolívia-Peru) - e a rodovia boliviana Ruta 1 - no distrito de Desaguadero (Região de Puno)
- AP-102, que liga a cidade ao distrito de Huaccana
- AP-104, que liga a cidade de Pomacocha ao distrito [2][3][4]